# Piola Vago
Piola Vago es un grupo musical de cumbia villera fundado en el año 2004 en el barrio de Ciudadela, Buenos Aires, Argentina. Uno de sus integrantes más conocidos Diego Tévez, hermano del futbolista argentino Carlos Tévez.

## Historia
Piola Vago es un grupo que se formó en el año 2004 en los alrededores del Barrio Ejército de Los Andes. 
En el año 2008, el grupo estaba llevando a cabo una inminente separación, cuando Tévez pidió a su hermano Diego que reúna a los integrantes del grupo para darle la noticia que los apadrinaría contribuyendo en lo económico para que la banda pueda seguir adelante.
El grupo tuvo también una participación en la campaña contra el sida en la que compuso un tema que fue usado en una propaganda en la televisión llamado "Triki Triki", en el que se concientizaba a la sociedad en el uso del preservativo como medio de prevención del virus del VIH. En el video, se contaba la historia de una pareja que se encontraba con el inconveniente de no tener profilácticos, entre sus amigos que bailaban e interpretaban la canción, ambientada en los clásicos monobloks de Fuerte Apache. 
Piola Vago estuvo a trío con Grupo Play y Show de Andy en mayo de 2011 y compusieron juntos el tema Te iré a buscar.

## Estilo y composición
Las letras y la música de este grupo se hicieron conocidas a medida que la popularidad de Carlos Tévez como jugador de fútbol iba en ascenso. Temas como "El pibe de Oro" o "Déjala" (en el que interpreta a dúo su letra) fueron acompañantes de los triunfos del jugador en el Manchester United, Manchester City y la Selección de fútbol de Argentina.

## Discografía
Desde que comenzaron su carrera lanzaron cuatro álbum de estudio.

### Álbumes de estudio
- 2005 - Los pibes del barrio...
- 2006 - Con sentimiento
- 2007 - La cumbia del Triki Triki
- 2008 - Sin palabras